# Malthodes iranicus
Malthodes iranicus es una especie de coleóptero de la familia Cantharidae.

## Distribución geográfica
Habita en Irán.